# Attila Doğudan
Attila Doğudan (* 27. August 1959 in Istanbul) ist ein österreichischer Gastronom türkischer Abstammung.
Der gebürtige Türke übersiedelte im Alter von 10 Jahren von Istanbul nach Wien, wo er im Jahr 1981 den Gastronomie- und Catering-Betrieb Do & Co gründete. 
2011 wurde er als Österreicher des Jahres in der Kategorie Wirtschaft ausgezeichnet.